# Elephantida
Elephantimorpha – parvordo ssaków z podrzędu Elephantiformes w obrębie rzędu trąbowców (Proboscidea).

## Podział systematyczny
Do parvordo należy jedna występująca współcześnie rodzina: 
- Elephantidae J.E. Gray, 1821 – słoniowate

Opisano również rodziny wymarłe:
- Amebelodontidae E.H. Barbour, 1927
- Choerolophodontidae Gaziry, 1976
- Gomphotheriidae Hay, 1922 – gomfotery
- Stegodontidae H.F. Osborn, 1918